# Xu Jingtao
Xu Jingtao (chiń. 许静韬; ur. 5 sierpnia 1993 w Harbinie) – chiński curler, olimpijczyk z Pekinu 2022, wicemistrz Azji i Strefy Pacyfiku.

## Kariera
W 2017 dołączył do reprezentacji Chińskiej Republiki Ludowej, jako drugi w zespole Zou Dejia. W 2018 pozostał w reprezentacji, gdy nowym skipem został Zou Qiang. Zmienił wówczas pozycję na otwierającego. Znalazł się także w drużynie Ma Xiuyue, która była reprezentacją na Zimowe Igrzyska Olimpijskie w Pekinie, w 2022.

## Życie prywatne
Studiował w Instytucie Wychowania Fizycznego w Harbinie.

## Udział w zawodach międzynarodowych

### Kariera juniorska
| Rok  | Impreza                                                     | Gospodarz | Skip drużyny | Pozycja     | Miejsce    |
| ---- | ----------------------------------------------------------- | --------- | ------------ | ----------- | ---------- |
| 2013 | Mistrzostwa Świata Juniorów w Curlingu 2013                 | Soczi     | Dongxu Jiang | otwierający | 9. miejsce |
| 2015 | Mistrzostwa Azji i Strefy Pacyfiku Juniorów w Curlingu 2015 | Naseby    | Jinbo Wang   | drugi       | 2. miejsce |

### Kariera seniorska
| Rok  | Impreza                                            | Gospodarz  | Skip drużyny | Pozycja     | Miejsce     |
| ---- | -------------------------------------------------- | ---------- | ------------ | ----------- | ----------- |
| 2017 | Mistrzostwa Azji i Strefy Pacyfiku w Curlingu 2017 | Erina      | Zou Dejia    | drugi       | 2. miejsce  |
| 2018 | Mistrzostwa Świata Mężczyzn w Curlingu 2018        | Las Vegas  | Zou Dejia    | drugi       | 12. miejsce |
| 2018 | Mistrzostwa Azji i Strefy Pacyfiku w Curlingu 2018 | Gangneung  | Zou Qiang    | otwierający | 2. miejsce  |
| 2019 | Mistrzostwa Świata Mężczyzn w Curlingu 2019        | Lethbridge | Zou Qiang    | otwierający | 11. miejsce |
| 2019 | Mistrzostwa Azji i Strefy Pacyfiku w Curlingu 2019 | Shenzhen   | Zou Qiang    | otwierający | 3. miejsce  |
| 2021 | Mistrzostwa Świata Mężczyzn w Curlingu 2021        | Calgary    | Zou Qiang    | otwierający | 14. miejsce |
| 2022 | Zimowe Igrzyska Olimpijskie 2022                   | Pekin      | Ma Xiuyue    | otwierający | 5. miejsce  |